# Il libro nero degli ebrei polacchi
Il Libro nero degli ebrei polacchi (The Black Book of Polish Jewry) è un rapporto di 400 pagine sugli eventi legati all'Olocausto in Polonia. Fu pubblicato nel 1943 dalla Federazione americana per gli ebrei polacchi in collaborazione con l'Associazione dei rifugiati ebrei e degli immigrati dalla Polonia.
Fu redatto da Jacob Apenszlak insieme a Jacob Kenner, Isaac Lewin e Moses Polakiewicz e pubblicato da Roy Publishers di New York con l'introduzione di Ignacy Schwarzbart del Consiglio nazionale della Repubblica polacca.
Lo storico Michael Fleming ritiene che abbia minimizzato la vera portata e le modalità dell'Olocausto nel tentativo di suscitare l'empatia dei lettori.

## Contenuti
Il libro nero degli ebrei polacchi è un riassunto di informazioni raccolte da varie fonti disponibili, tra cui la serie The Polish Fortnightly Review del Ministero dell'informazione polacco, la Gazeta Żydowska pubblicata nella Polonia occupata e sottoposta a pesante censura, così come le deposizioni dei profughi che sono riusciti a fuggire in Palestina passando dal voivodato di Wilno; gli articoli dei corrispondenti svizzeri e svedesi, i bollettini quotidiani dell'Agenzia telegrafica polacca, delle agenzie di stampa ebraiche di Ginevra, Ungheria, Slovacchia e Costantinopoli e molti altri.
Il volume di 400 pagine è suddiviso in due parti: la prima è composta da 17 capitoli dedicati a tutte le fasi dello sterminio di massa degli ebrei durante la soluzione finale; i 12 capitoli della seconda presentano una panoramica della millenaria comunità ebraica in Polonia.
Il calcolo del numero degli ebrei morti nel Governatorato Generale effettuato nel 1943 si basa sui dati raccolti mentre l'Olocausto era in corso, principalmente su quelli dell'anno precedente. In particolare, nel libro mancano del tutto gli impianti di sterminio di Birkenau ed è presente solo il totale parziale dei campi di concentramento del 1942. Comunque si stima una perdita di oltre 700.000 vite ebraiche causata direttamente dalla persecuzione nazista..
Il Rapporto identifica correttamente Treblinka, Bełżec e Sobibór come campi di sterminio in cui i prigionieri venivano assassinati per mezzo di gas velenosi, ma il destino dei deportati dai ghetti nazisti non risulta chiaro:
Il rapporto documenta con grande accuratezza l'andamento dell'Olocausto dei proiettili nell'Est, ma il numero delle vittime è sottostimato, con un'alta percentuale di morti non accertate alla fine dell'anno:
Secondo Michael Fleming, né l'editore Jacob Apenszlak, né i suoi collaboratori evidenziarono la vera portata e le modalità dell'Olocausto in Polonia, cercando di suscitare l'empatia del pubblico che a quel tempo "era caratterizzato da un alto livello di antisemitismo". Scrive inoltre che "il destino degli ebrei polacchi è stato largamente raccontato senza fare riferimento ai campi di sterminio", attribuendo questi problemi all'autocensura e ai compromessi fatti per soddisfare gli "organi di censura e propaganda statunitensi".
Il libro fu sponsorizzato da Eleanor Roosevelt, Albert Einstein, il senatore Robert Wagner e diverse grandi personalità americane, ebree e polacche, nonché dai leader della comunità di alto rango.